# Królów Las
Królów Las (niem. Königswalde) – wieś kociewska w Polsce położona w województwie pomorskim, w powiecie tczewskim, w gminie Morzeszczyn przy drodze wojewódzkiej nr 644.
Przed rozbiorami własność cystersów z Pelplina. W latach 1945–1998 miejscowość administracyjnie należała do województwa gdańskiego. 

## Historia
Od 22 października 1906 r. do 11 stycznia 1907 r. w miejscowej szkole elementarnej odbył się strajk dzieci przeciwko nauczaniu religii w języku niemieckim. Z uczestników strajku znane są nazwiska następujących dzieci: A. Liczmański, J. Jachimowski, F. Zaborowski, K. Zawierowski, B. i J. Klein, H. Müller, F. Derbowski. Strajk był elementem znacznie większej akcji biernego oporu wobec pruskich władz szkolnych, która na przełomie 1906 i 1907 r. objęła ponad 460 (!) szkół w prowincji Prusy Zachodnie, czyli przedrozbiorowe Pomorze Gdańskie, Powiśle, ziemię chełmińską i ziemię lubawską oraz część Krajny. Inspiracją dla strajków pomorskich były wcześniejsze działania dzieci w prowincji wielkopolskiej, ze słynnym strajkiem we Wrześni (1901) na czele.

## Zabytki
Według rejestru zabytków NID na listę zabytków wpisane są:
- kościół parafialny pw. św. Mikołaja, 1806, nr rej.: A-1790 z 2.03.2007[7]
- cmentarz przy kościele, XIX, XX, nr rej.: j.w.
- kostnica, 1937, nr rej.: j.w.
- ogrodzenie z bramą, mur. , nr rej.: j.w.